# Pochod pro život (Česko)

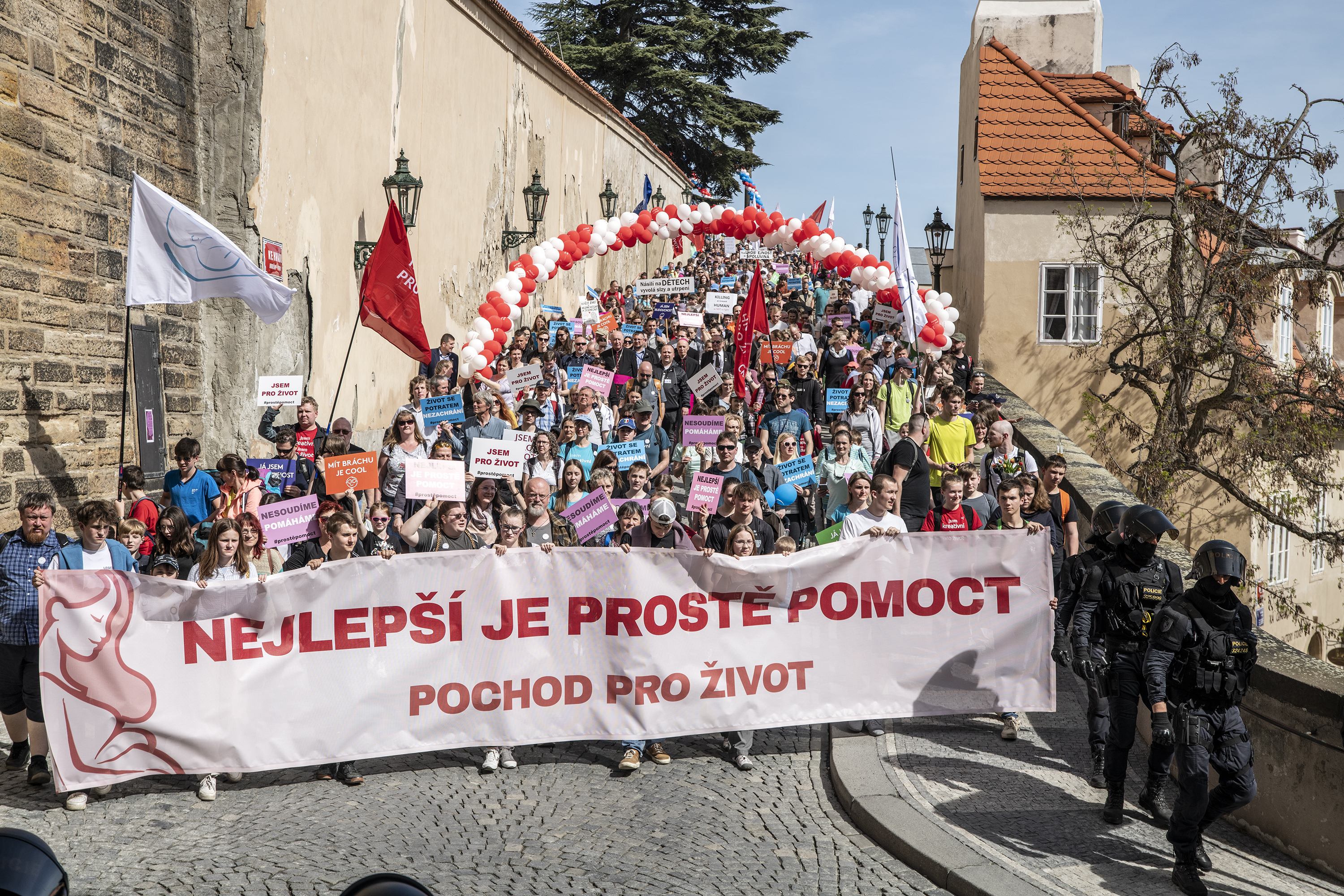
Pochod pro život, Praha, 6. duben 2024

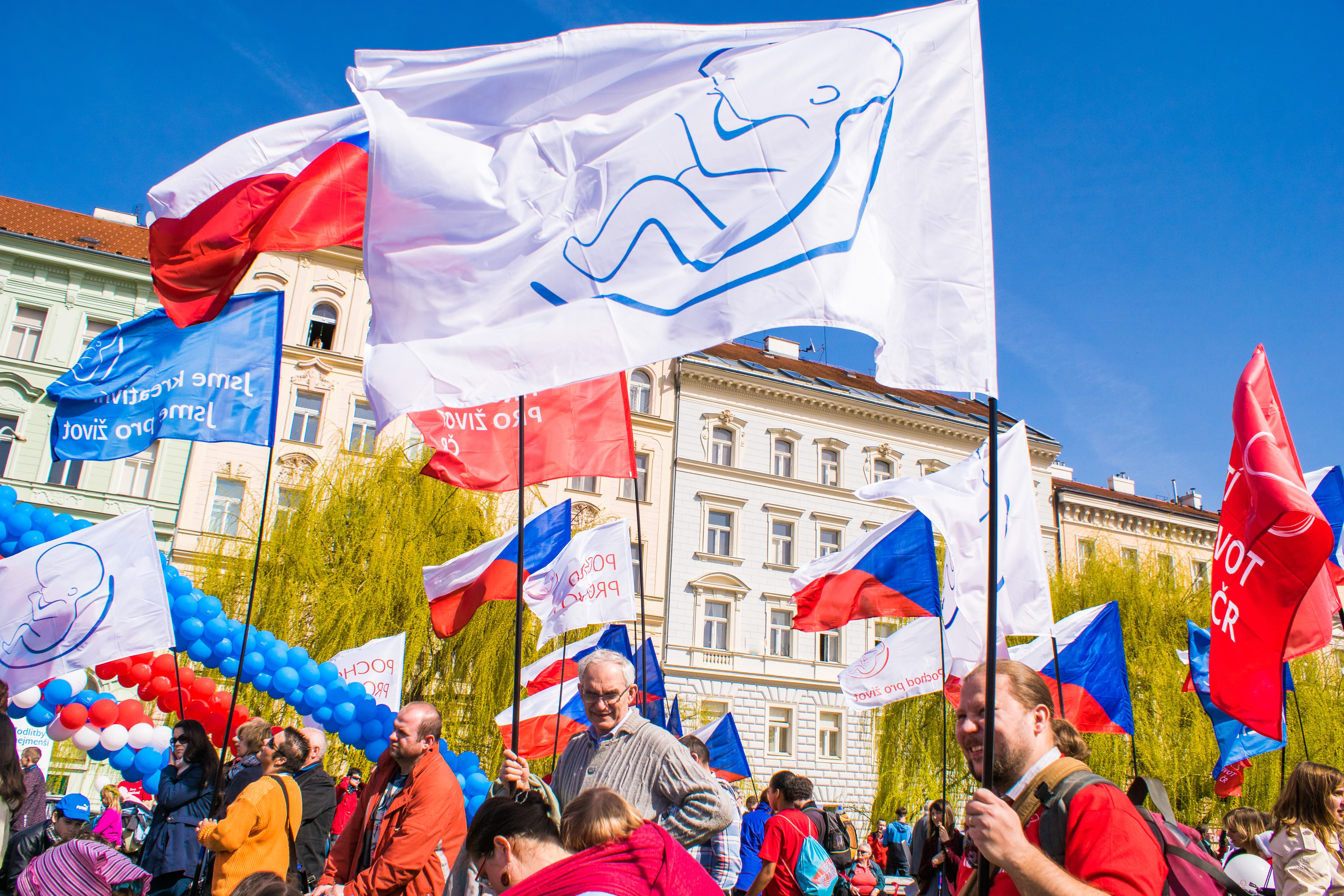
Účastníci Národního pochodu pro život v Praze, 2. duben 2016

Pochod pro život je protestní shromáždění proti interrupcím, v Česku pořádané konzervativním Hnutím Pro život ČR. Od roku 2014 hnutí tvrdí, že pochod má zdůraznit zlepšení pomoci ženám, které nečekaně otěhotněly. V České republice se pochod pro život uskutečňuje na jaře v Praze. V letech 2017 až 2019 se konaly také menší regionální pochody pro život v Brně, Ostravě, Jihlavě, Znojmě, Českých Budějovicích nebo v Plzni.

## Pochod pro život v Praze

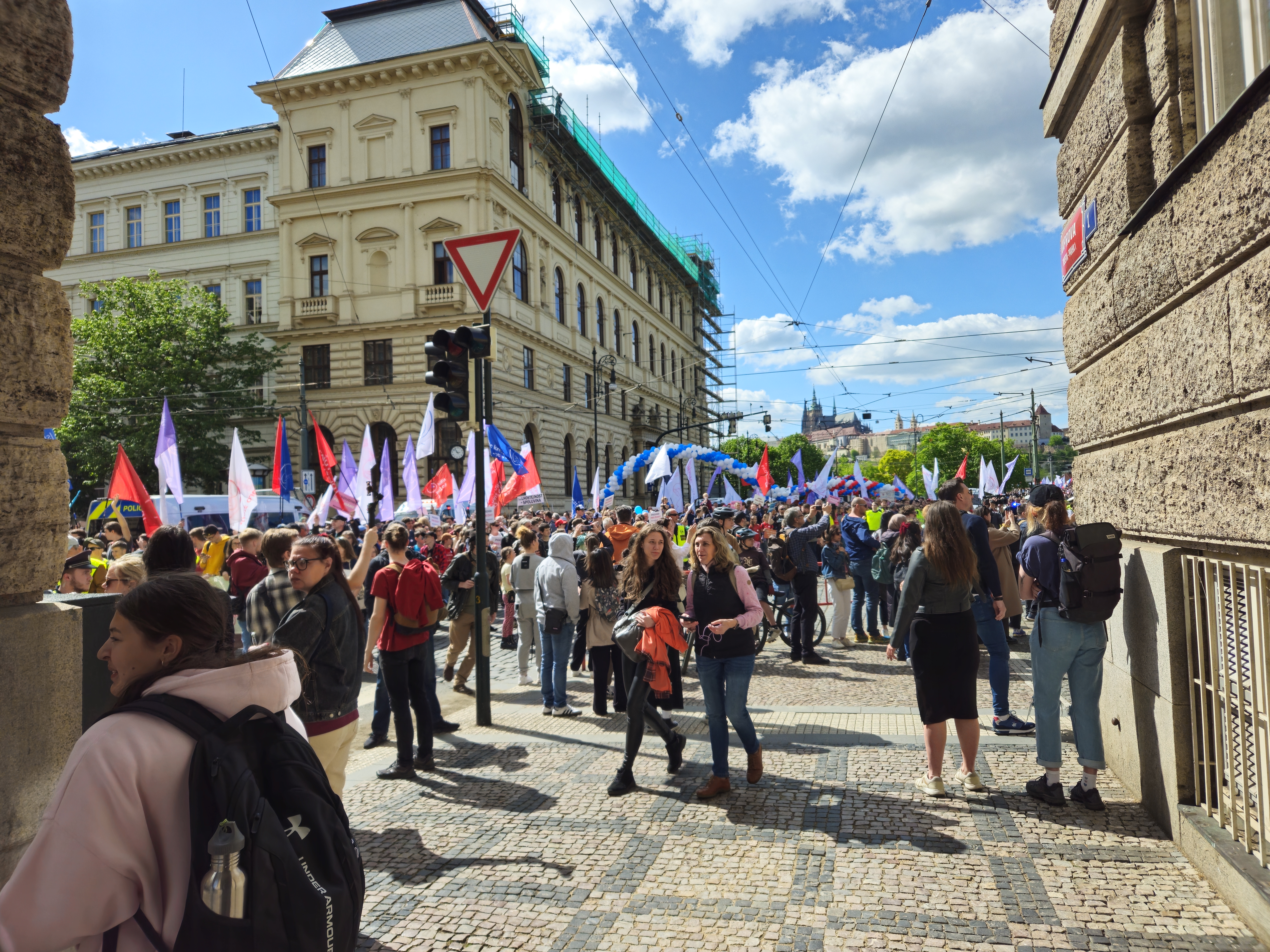
Odpůrci potratů na Václavské náměstí nedorazili, pochod zablokovali oponenti. Fotografie z 26. dubna 2025.

Pochod pro život v Praze je hlavní a celorepublikový pochod pro život a zároveň nejmasovější protestní akci českého protipotratového hnutí v České republice. Pořádá ho Hnutí Pro život ČR. Uskutečňuje se každoročně na jaře od roku 2001 v centru Prahy. 
Původně se konal v sobotu okolo svátku Zvěstování Panny Marie a s ním spojeného Dne nenarozených dětí (25. března), od roku 2017 však byl termín přesunut do hloubi dubna, přičemž jako důvod pořadatelé uvedli zaneprázdněnost biskupů v původním termínu. Program Pochodu pro život v posledních letech zahrnuje bohoslužbu v katedrále, kulturní program a následně pochod centrem Prahy na Václavské náměstí.

### 2001
V roce 2001 proběhl pochod v sobotu 24. března na trase Staroměstské náměstí — Václavské náměstí, předcházela mu mše v Týnském chrámu, vedená arcibiskupem Karlem Otčenáškem. Podle organizátorů a TS ČBK se akce zúčastnilo asi 900 lidí, podle České televize 200 a podle ČTK asi 600. Organizátoři obvinili některá média ze zkreslování obrazu pochodu, především pak Českou televizi.[zdroj?]

### 2002
V roce 2002 proběhl pochod v sobotu 23. března na trase Staroměstské náměstí — Václavské náměstí, předcházela mu mše v Týnském chrámu, vedená arcibiskupem Karlem Otčenáškem. Zúčastnilo se necelých tisíc lidí. Policie v průběhu akce zasahovala proti anarchofeministkám, které se pokoušely pochod narušit.

### 2003
V roce 2003 proběhl pochod v sobotu 29. března na trase Staroměstské náměstí — Václavské náměstí, předcházela mu mše v Týnském chrámu. Zúčastnilo se asi 900 lidí.[zdroj?]

### 2004
V roce 2004 proběhl pochod v sobotu 27. března na trase Staroměstské náměstí — Václavské náměstí, předcházela mu bohoslužba slova v Týnském chrámu, které předsedal biskup Dominik Duka. Účastnilo se asi tisíc lidí, jinde až 2000.

### 2005
V roce 2005 proběhl pochod v sobotu 2. dubna na trase Staroměstské náměstí — Václavské náměstí, předcházela mu mše v kostele sv. Bartoloměje. Pořadatelé odhadli počet účastníků na asi 700.

### 2006
V roce 2006 proběhl pochod v sobotu 25. března na trase Staroměstské náměstí — Václavské náměstí. Zúčastnil se jej a pronesl na něm proslov biskup Josef Kajnek.

### 2007
V roce 2007 proběhl pochod v sobotu 24. března na trase Staroměstské náměstí — Václavské náměstí. Česká televize odhadla počet účastníků na 200, organizátoři na asi 1000. Při pochodu došlo k několika menším incidentům s protidemonstranty ze Socialistické strany pracujících. Hnutí pro život po akci kritizovalo Českou televizi pro neobjektivní zpravodajství a podhodnocování účasti.

### 2008
V roce 2008 proběhl pochod v sobotu 29. března na trase Staroměstské náměstí — Václavské náměstí, předcházela mu mše v kostele sv. Jiljí, kterou vedl arcibiskup Karel Otčenášek. ČTK odhadla počet účastníků na 200–300, organizátoři na až tisíc.

### 2009
V roce 2009 proběhl 9. ročník v sobotu 28. března na trase kostel sv. Jiljí — Staroměstské náměstí — Václavské náměstí a čítal podle ČTK 1000 a podle organizátorů 1500 účastníků.

### 2010
Proběhl v tradiční trase 20. března. Ze zahraničí přijel salcburský biskup Mons. Andreas Laun. Účast byla podle médií 1000 osob, podle organizátorů přes 2000 osob.

### 2011
V roce 2011 proběhl 11. ročník v sobotu 26. března na zkrácené trase kostel sv. Jiljí — Václavské náměstí a čítal podle ČTK 1000 a podle organizátorů přes 2000 účastníků. Pochodu předcházela mše svatá celebrovaná pražským arcibiskupem Dominikem Dukou.

### 2012
Roku 2012 se pochod konal 24. března, měl zhruba 1500 účastníků, rodin s dětmi, mladých lidí i seniorů, z nichž někteří nesli dřevěný bílý kříž, transparenty kritizující potraty nebo i české vlajky či obrazy Panny Marie. Před pochodem proběhla mše svatá v kostele svatého Jiljí. Pochod byl zakončen na Václavském náměstí společnou modlitbou u sochy svatého Václava.

### 2013
Roku 2013 se pochod uskutečnil 23. března. Před pochodem proběhla tradičně mše svatá v kostele sv. Jiljí. Počet účastníků pochodu byl téměř 3000.

### 2014
V roce 2014 se pochod uskutečnil 29. března.

### 2015
XV. Národní pochod pro život proběhl 21. března. Předcházela mu mše sv. v kostele sv. Jiljí.

### 2016
XVI. Národní pochod pro život proběhl 2. dubna. Předcházela mu pontifikální mše svatá ve svatovítské katedrále, jejímž celebrantem byl český primas kardinál Duka. Následného pochodu centrem Prahy se zúčastnily více než 4 tisíce lidí, včetně kardinála Duky, biskupa Radkovského a vicepremiéra Bělobrádka.

### 2017
Akce proběhla 22. dubna 2017.

### 2018
Akce proběhla 7. dubna 2018. Začala mší sv. v pražské katedrále. Dále pokračovali doprovodným programem na Klárově a zakončení akce bylo opět pochodem na Václavské náměstí. Akci ukončilo požehnání olomouckého arcibiskupa Jana Graubnera a společný zpěv Svatováclavského chorálu a české hymny. Policie odhadla počet účastníků na 5 000 lidí, pořadatelé na 8 000. Z politiků se zúčastnili předseda lidovců Pavel Bělobrádek či bývalý politik Alexandr Vondra. Záštitu pochodu udělil prezident ČR Miloš Zeman a radní Prahy Jan Wolf.

### 2019
Termín devatenáctého ročníku pochodu byl ohlášen na 27. dubna 2019. Pochod měl podle pořadatelů podpořit hlavně rodiny se třemi a více dětmi, protože ženy se dvěma dětmi žijící ve funkčních vztazích jsou nejpočetnější skupinou, která podstupuje umělý potrat. Po obvyklé mši a programu na Klárově došel průvod přes Smetanovo nábřeží a Národní třídu na Václavské náměstí. Akce se podle organizátorů zúčastnilo 10 000 lidí, policie počet nekomentovala. U Rudolfina byl průvod zablokován několika desítkami zastánců práva žen na potrat, které nakonec policie vytlačila.

### 2020
Termín dvacátého ročníku pochodu byl ohlášen na 18. dubna 2020.
| 2001      | 2002    | 2003 | 2004  | 2005 | 2006 | 2007        | 2008        | 2009          | 2010          | 2011          | 2012  | 2013    | 2014 | 2015 | 2016    | 2017 | 2018          | 2019   | 2020 |
| --------- | ------- | ---- | ----- | ---- | ---- | ----------- | ----------- | ------------- | ------------- | ------------- | ----- | ------- | ---- | ---- | ------- | ---- | ------------- | ------ | ---- |
| 200 - 900 | < 1 000 | 900  | 1 000 | 700  | ?    | 200 - 1 000 | 200 - 1 000 | 1 000 - 1 500 | 1 000 - 2 000 | 1 000 - 2 000 | 1 500 | < 3 000 | ?    | ?    | > 4 000 | ?    | 5 000 - 8 000 | 10 000 | ?    |